# ミャンマーの教育

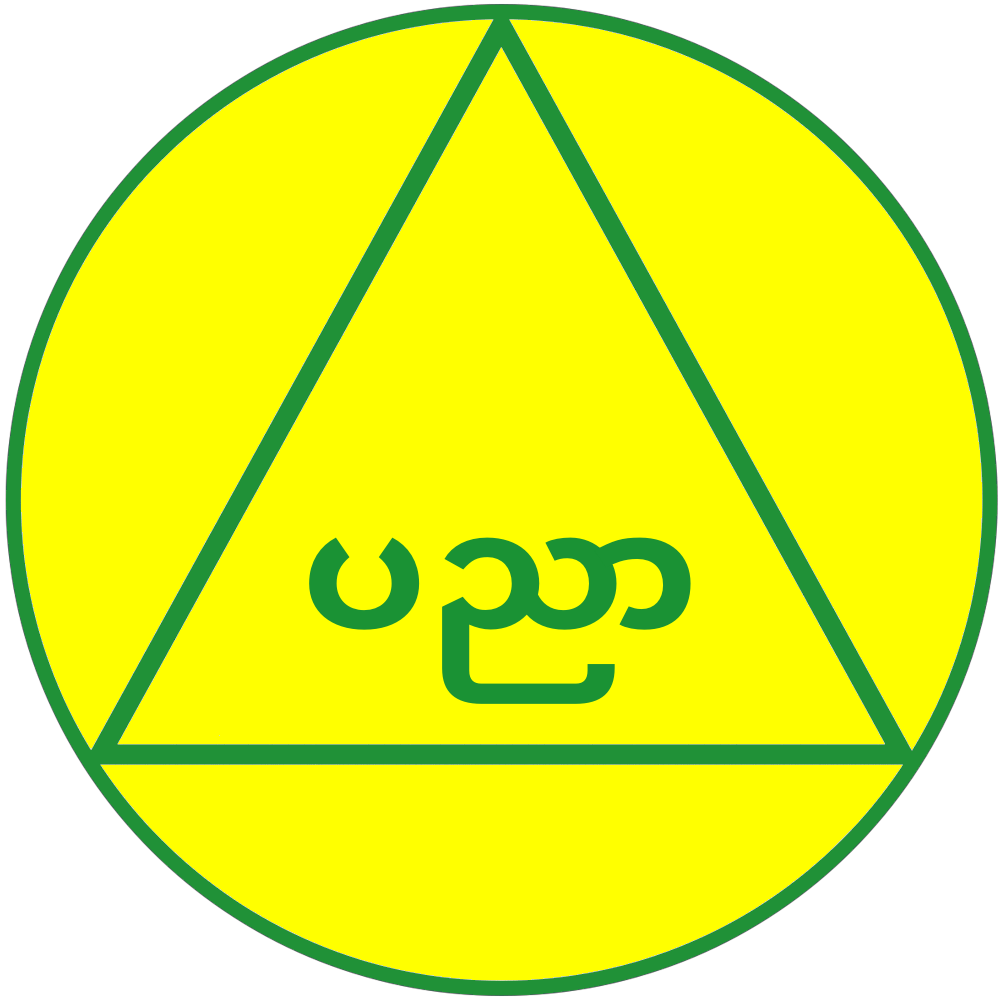
ミャンマー教育省のロゴマーク。

ミャンマーの教育（ミャンマーのきよういく）について詳述する。なお2021年クーデター以降、ミャンマーの教育環境は激変しており、必ずしも現状と一致しないことに留意が必要である。

## 歴史

### 近代以前

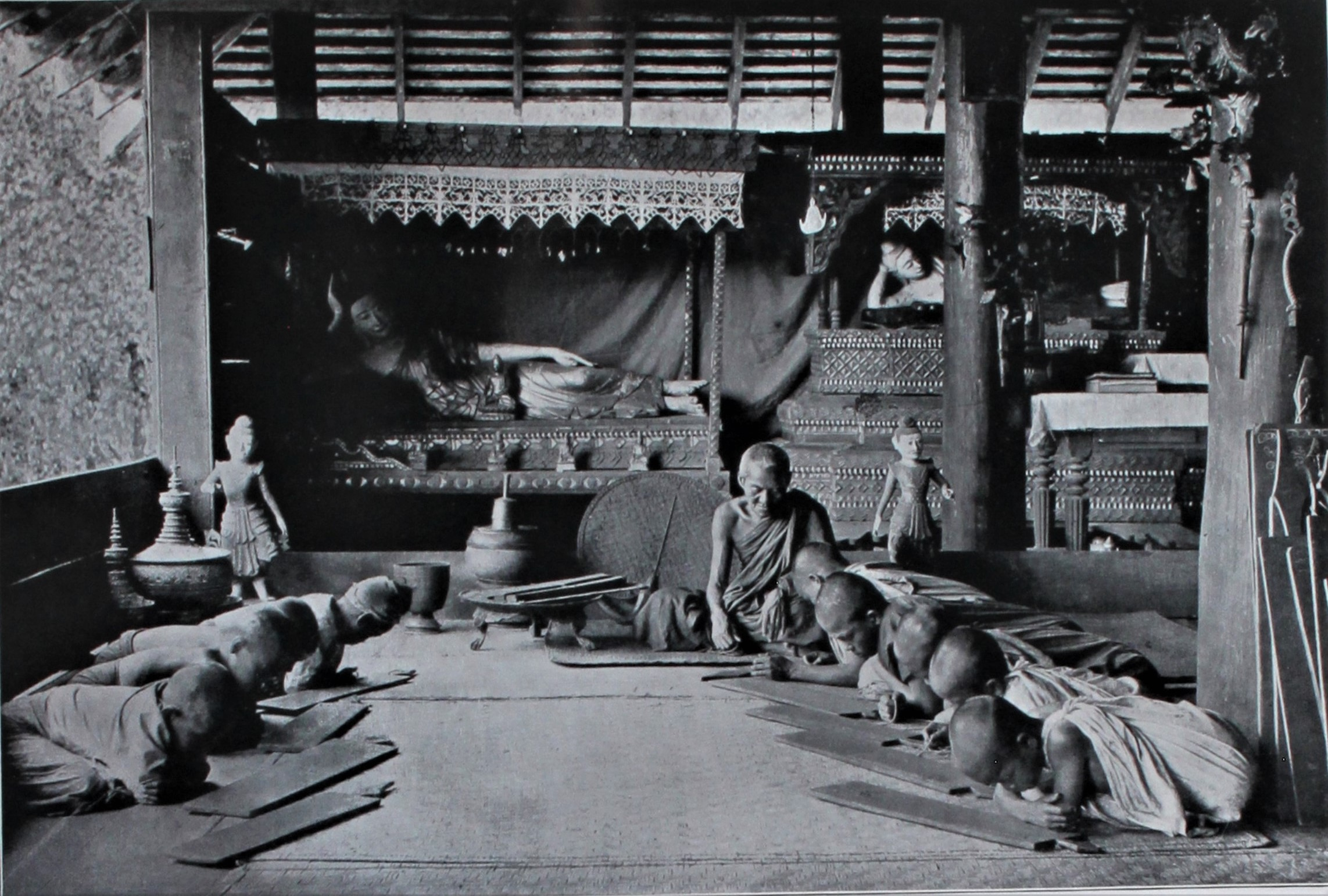
1900年頃の僧院学校

近代以前のミャンマーでは僧院学校で教育が行われていた。教育内容は仏典の『三蔵』中心で、その他、基礎的な算術、ミャンマー文字などが教えられていたが、中でも『三蔵』を読むのに必要不可欠なパーリ語の学習が重視されていた。学習時間は1日7時間ほどで、3年間ほど学んだ。その後は仏門に入る者もいれば、僧院学校で医学、占星術などを学んで政府の高級官僚に登用される者もいた。ただし僧院学校で学べるのは、8歳から20歳までの男子だけで、女子には許可されていなかった。
僧院学校の他に18世紀頃から欧米の宣教師たちが設立した教会学校があり、1864年には全国で204もの教会学校があったのだという。

### 英植民地時代

#### ミャンマー人軽視
当初、英植民地政府は、ミャンマー人を軽んじて初歩的な教育で十分と考え、財政負担を軽減するため、全国にある僧院を利用して英語、計算、土地測量などの西洋式教育を導入しようとした。しかしこれは、僧侶の反対に遭って頓挫。そこで教会学校の建設を奨励したり、自ら設立した政府学校や僧院学校を地方政府の管轄下に移して財政負担の軽減を図った。
| 名前             | 生徒         | 教授言語                  | 歴史教育     | 基礎理科     |
| ---------------- | ------------ | ------------------------- | ------------ | ------------ |
| 現地語学校       | ミャンマー人 | ミャンマー語 英語教育なし | 不明         | 不明         |
| 英語・現地語学校 | ミャンマー人 | ミャンマー語 英語教育あり | 追加必修教科 | なし         |
| 英語学校         | 欧米人       | 英語                      | 必修教科     | 追加必修教科 |

#### 基礎教育
基礎教育におけるミャンマーの学校は、僧院学校やホームスクーリングなどミャンマー人が通う現地語学校、外国人宣教師が設立した教会学校などの英語・現地語学校、植民地政府が東インド会社幹部、イギリス軍人、植民地政府高官の子弟のために設立した英語学校の3種類があった。1940年の時点で現地語学校の数は、小・中・高合計で6,552校であったのに対し、英語学校、英語・現地語学校は合わせて260校しかなく、後者はいわば特権階級のための学校だった。英語・現地語学校と英語学校は一部を除き私立学校で、学費が高く、英語学校へのミャンマー人の入学は10%までと制限されおり、卒業生の多くは植民地政府の官僚となった。一方、現地語学校は門戸は広かったが、教育レベルは低く、中退率も高く、卒業後の進路も木材伐採、水運搬などの肉体労働がほとんどだった。

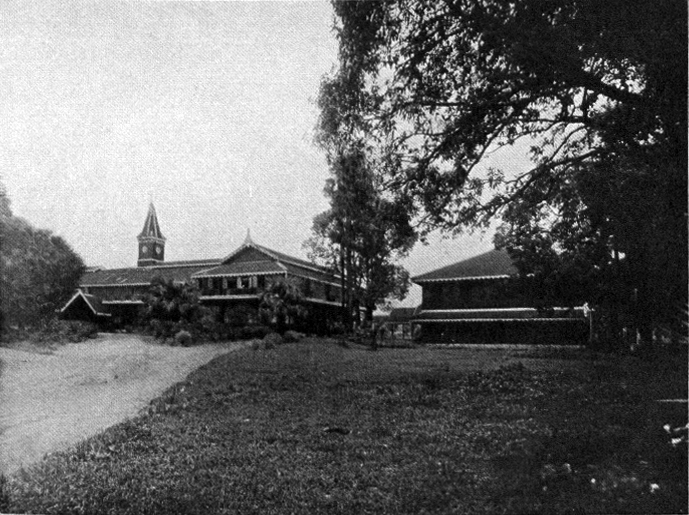
ラングーン大学（ヤンゴン大学）（1910年）

やがて独立運動が盛り上がってくると、身分差別的な教育制度に対する不満が爆発。1920年12月5日にはヤンゴン大学で大規模なストが発生し、ミャンマー人のための学校を設立せよという訴えた。そして翌年から全国各地に民族学校が設立され、その数は90校、当時のミャンマーの全生徒数の6割に当たる約1万6千人の生徒が通った。当初、民族学校の運営は地元住民の寄付で賄っていたが、規模が拡大するにつれ植民地政府も関わるようになり、すぐに民族学校が資金難に陥ると、政府によって管理される政府学校と政府から補助金の支給を受ける政府支援学校の2種類に分かれた。民族学校の教育課程は英語学校、英語・現地語学校と類似していたが、ミャンマー語が主要必修教科とされ、基礎理科と宗教が追加必修教科、絵画が追加選択教科とされたのが特徴的だった。高校では地理と歴史の両方が主要必修科目とされ、宗教と衛生が追加必修教科、公民が追加選択教科とされた。ただ理科系科目がなく、理系学問を専門的に学ぶ機会はなかった。ヤンゴン大学の入学試験には選択教科として数学と理系教科郡があったところ、民族学校出身者は選択できないという不利があった。

#### 高等教育
英植民地政府は、少数のミャンマー人高級官僚育成のための政府高等学校の設立を始め、1874年にヤンゴンに開校した初の政府高等学校（ラングーン・カレッジ）は、1期生はわずか10人で、講義はすべて英語で行われたが、そのうち2人がコルカタ大学のセーダン試験（入学試験）に合格するという快挙を果たした。1940年までに政府高等学校の数は38校、補助金を支給した教会高等学校を含めれば合計140校に達した。この政府高等学校は1904年にヤンゴン大学として単科大学となり、1920年にはバプティスト系の単科大学と合併して総合大学となった。さらにこのヤンゴン大学の傘下に、1925年にはマンダレー大学が、1930年にはヤンゴン教員訓練カレッジと医学部が、1938年には農業大学が設立された。これらの大学では講義はすべて英語で行われ、ゆえに中退率が非常に高く、ヤンゴン大学の卒業率は25%ほどだったのだという。

#### 教員養成機関
この時期の教員養成機関としては、外国人宣教師が設立した現地語師範学校と植民地政府が設立した政府師範学校があった。1930年には、各地でさまざまな学校が新設されるつれ高まっていった教員の需要に応えるために、既述のように、ヤンゴン大学傘下にヤンゴン教員訓練カレッジが設立された。

### 日本占領時代

#### 大東亜共栄圏の理念の徹底
1942年1月に日本軍はヤンゴンを占領、5月までにイギリス軍を完全にミャンマーから放逐した。日本占領時代のミャンマーの教育方針は、欧米崇拝主義を排して大東亜共栄圏の理念を徹底し、日本語教育を実施するとともに、ミャンマー語で授業を行うこと、技術教育と身体訓練を行うことだった。

#### 基礎教育
従来の現地学校、英語・現地学校、英語学校、民族学校などの区別を廃止して教育制度を一元化し、公民教育、絵画、音楽、衛生、理科が必修教科とされ、より実生活に密着した教育が重視された。ただしミャンマー側が強く要望していた英語の教科は設置されなかった。また従来の「ビルマ語」「歴史」「地理」の教科書から日本に不都合な箇所は削除され、新しいミャンマー語の教科書の編纂が進められた。国立音楽学校や国立絵画学校も設立された。

#### 高等教育
1944年2月に閉鎖されていたヤンゴン大学を再開した。学生数は200人ほどだった。

#### 教員養成機関
従来の現地語師範学校、政府師範学校、ヤンゴン教員訓練カレッジを廃止してヤンゴンに教員鍛錬所を設立した。授業科目は「日本語」「日本歴史」「大東亜共栄圏理念」のほか、「教練」「体操」「勤労作業」「団体訓練」などの実技科目もあった。『緬甸軍政史』には「緬甸人ノ欠陥タル怠惰、安逸/性情並二不規律、無統制/習慣,、勤労蔑視ノ弊風ノ一掃ニ努メツツアリシガ、漸次勤労愛好ノ風ノ生ジツツアルハ洵二喜バシキ事象ナリ」とある。

#### 日本語教育
日本語を普及させるために1942年6月1日、蘭貢（ラングーン）日本語学校が設立された。当初、行政管区内に40校、シャン政庁管区内に10校設立して、240名の日本人教員を配置する予定だったが、結局、ヤンゴン、オッタマ、マンダレー、ピンウールィン、サガイン、パテイン、バゴー、タトン、モーラミャインの9校しか開校されず、着任した日本人教員もわずか16人だった。戦況が悪化するにつれ、子供も教員も学校に通う余裕がなくなっていき、教員不足と就学率低下が深刻化していった。

### 独立後

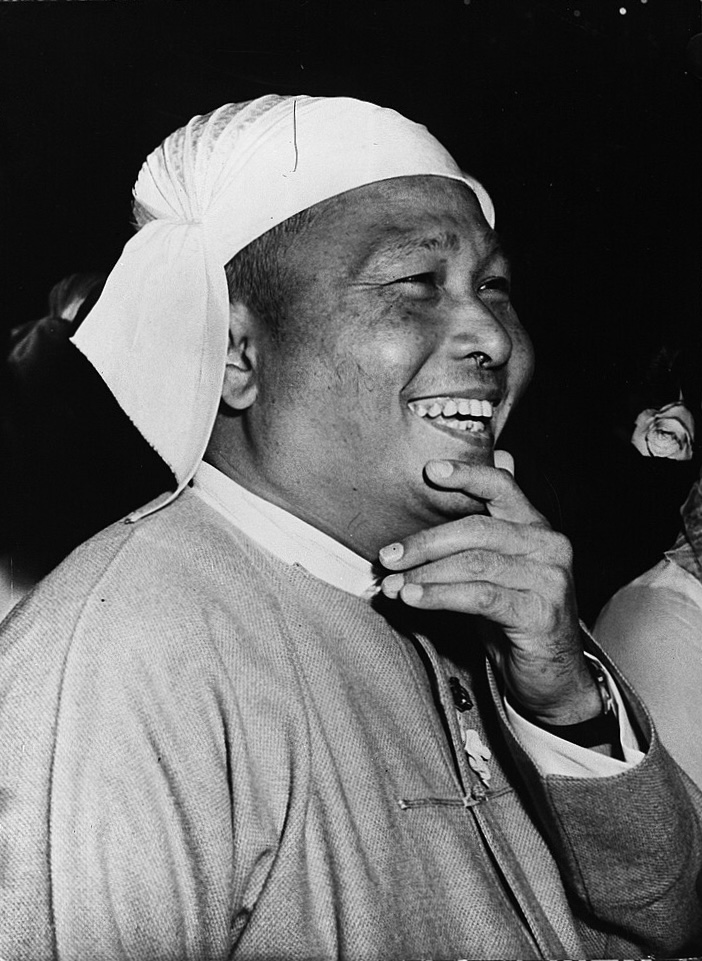
ウー・ヌ首相。熱心な仏教徒だった。

#### 大衆教育
1948年1月、ビルマ連邦として独立したミャンマーでは、政府は迅速な国家再建のために大衆教育を重視し、19すべての国民が十分な知識を有し、健康で、福祉精神に溢れた良き国民になることが目的とされた。1952年8月にはピードーター計画の一環として「新生活の創造（別名：ピードーター教育計画）」と題された教育計画が採択された。内容は以下のようなもので、技術者不足という当時のミャンマーの現状を反映したものだった。
1. すべての国民が読み・書き・計算の3Rsを習得する。
2. 十分な技術者および専門家を育成する。
3. 国民として多様な義務を遂行できるように若者に対して訓練を施し、技術を習得させる。
4. 非識字者の根絶と5大能力[注釈 1]を備えた国民を育成する。
5. 民主主義を根づかせる。

#### 基礎教育
|           | 国民小学校 | 国民中学校 | 国民高等学校 | 合計   |
| --------- | ---------- | ---------- | ------------ | ------ |
| 1950/51年 | 2,465      | 43         | 97           | 2,605  |
| 1951/52年 | 3,335      | 72         | 108          | 3,515  |
| 1952/53年 | 4,795      | 310        | 137          | 5,242  |
| 1953/54年 | 8,888      | 347        | 202          | 9,437  |
| 1954/55年 | 10,175     | 405        | 220          | 10,800 |
| 1955/56年 | 10,226     | 415        | 220          | 10,861 |
| 1956/57年 | 10,715     | 454        | 238          | 11,443 |

教育省が設置され、さまざまな種類があった学校は国民学校（小・中・高）という無償の学校に一元化された。教育課程においては、ミャンマー語が全教育段階で必修教科とされ、日本占領時代には排除された英語も中学校から教えられることになった。その他、英植民地時代、日本占領時代通して軽視されていた理科が小学校から教えられることになり、家庭科、農業、手工芸という実用的な教科や芸術（絵画）のような情操教育に資する教科も導入された。そして熱心な仏教徒であったウー・ヌ首相の意向を反映してか、宗教という教科も導入された。「新生活の創造」の下、国民学校の数は年々増加していった。
また小・中・高すべての学校で年に2回、中間試験と学年末試験が課せられ、卒業時には卒業試験が課せられた。1959年からは、現在も行われている高校の卒業試験と大学入試を兼ねたセーダン試験（Matriculation examination）が始まったが、これは2つの試験を同一日程で行うものだった。

#### 職業教育の拡充
職業教育のために偏向学校と特別学校の2種類の学校が設立された。
偏向学校には技術偏向学校と農業偏向学校があり、前者は都市部の国民学校から選ばれ、国民小学校では手工芸が、国民高等学校では科学技術が教えられた。後者は農村部の国民学校から選ばれ、198の国民小学校、14の国民中学校、30の国民高等学校で農業が教えられた。
特別学校は、地元のニーズに合わせて職業技術を提供する学校で、工業技術を提供する技術大学2校（インセイン群区、マンダレー）、技術高校1校（ヤンゴン）、技術研修センター2校（ヤンゴン、マンダレー）の計5校が設立され、農業技術を提供する農業大学（ピンマナ）、農業高校2校（ミャウンミャ、ミッタール）、農業中学校2校（ピイ、シュエボー）の計5校が設立された。その後、技術研修センター、農業研修センター、牧畜訓練センター、商業学校、芸術学院（マンダレー）が新設された。

#### 私立学校
1951年に私立学校登録法を制定し、多種多様だった私立学校を政府の管理下に置いた。1957年の時点で私立学校は786校あり、大きく分けて（1）欧米人宣教師が設立した教会学校や民族学校にルーツを持つもの（2）インド人や中国人が設立した自国の文化を重んじるもの（3）セーダンなどの試験対策に特化したものの3種類があった。

#### 教員養成機関
日本占領時代に廃止されたヤンゴン教員訓練カレッジが改組されてヤンゴン大学教育学部となり、高校の教員養成に当たった。またヤンゴン（1947年）、マンダレー（1952年）、ミッチーナー（1952年）、モーラミャイン（1952年）に教員訓練カレッジ（TTC）、パテイン（1952年）、メイッティーラ（1952年）、チャウピュー（1953年）に教員訓練学校（TTS）が設立され、中学校と小学校の教員養成に当たった。

### ビルマ社会主義計画党（BSPP）時代

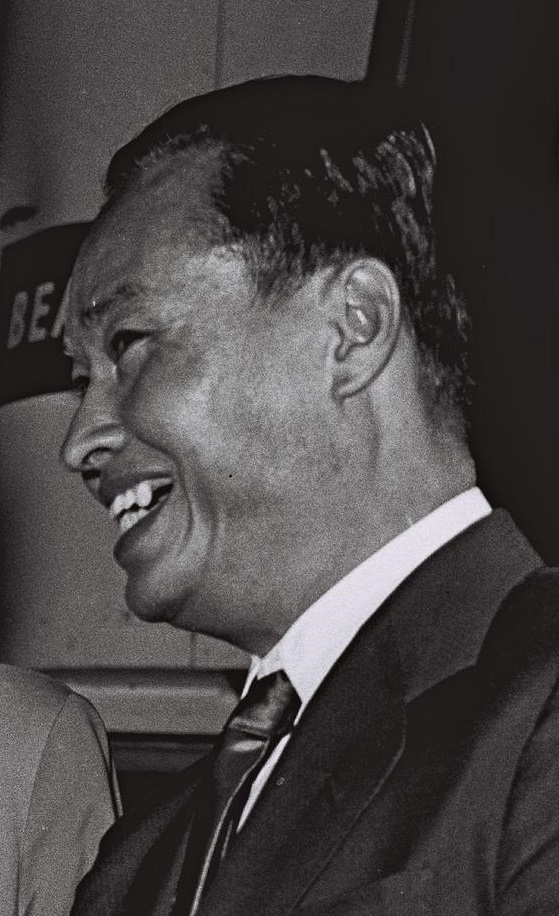
ネウィン

#### ビルマ化と科学教育重視
1962年3月2日、ネ・ウィンはクーデターを決行し、革命評議会が全権力を握った。また本格始動は1971年以降となるものの、ビルマ社会主義計画党（BSPP）が結成され、『ビルマ式社会主義への道』を発表して、一党独裁と国有化を特徴とする社会主義国家の建設を目指すことが表明された。そして、この『ビルマ式社会主義への道』の17条（イ）に「生計を均衡ならしめ、道徳の高揚を基礎とする新しい教育制度を樹立する。特に科学教育を推進せしめる 」とあり、教育政策に関してはビルマ化と科学教育重視が強調された。
少数民族の地域でも教育課程における民族言語での教育が禁止され、すべてミャンマー語とされた。しかし各言語に精通した教員の育成や各言語のテキストの作成は行われず、少数民族の地域に配属された教員が自力で現地語を学び、ミャンマー語と現地語の両方に精通している現地の人々の力を借りて、授業を行うケースがままあり、生徒の授業理解度は不十分であったのだという。

#### 基礎教育
学制がこれまでの「5－3－2」制から、中学校を1年延長して「5－4－2」制に変更され、小学校と中学校の課程からは手工芸、芸術（絵画）、宗教が削除された。そして社会主義国家における善き労働者の育成のために、小・中・高すべての課程で、農作業や職業技術に関する実用的訓練を行う実用的教育開発課題という教科が導入された。1980年からは高校の英語、数学、物理、化学、生物、経済の教科書がすべて英語になるという改革が行われたが、生徒が教科の内容を十分に理解できないという弊害が生じた（ただし口頭説明はミャンマー語で行われていた）。このような措置が取られた理由は、ネ・ウィンの娘サンダーウィンがイギリスの大学への留学を試みたところ、英語力が不十分で不合格になり、これを見たネ・ウィンの鶴の一声で決まったのだという。経済は1990年代にミャンマー語の教科書に再変更されたが、それ以外ではこの措置は現在も継続中である。
中学校卒業試験では、試験結果によって生徒は成績優秀者のAリストと、それ以外のBリストに振り分けられ、Aリストの生徒は理系、Bリストの生徒は文系の高等学校課程に進むこととされた。そしてAリストの生徒は大学に進学できたが、Bリストの生徒は職業専門学校にしか進学できず、大学進学においても理系の専門大学、大学の理系学部、大学の文系学部という序列ができた。結果、理系の者は優越感に浸り、文系の者は劣等感に苛まれるという弊害が生じ、1977年に高等教育課程が文理選択型から文理統合型に変更された。しかしこれは長続きせず、1985年に再び文理選択型に戻された。その後、1993年に文理統合型に、2000年にまた文理選択型にと変更が繰り返されている。また1985年には小学校課程から理科を削除するという暴挙に出ている（1998年に復活）。
1968年から高校の卒業試験と大学入試試験は1つに統合された。

#### 高等教育
大学は、従来の官僚養成機関ではなく、教育・研究機関としての役割が強調された。教授言語はミャンマー語とされ、ヤンゴン大学はヤンゴン学芸大学に、マンダレーはマンダレー学芸大学に改組され、これらの大学から切り離す形で、医学大学、ヤンゴン工科大学、獣医学大学、農業大学、経済大学、教育大学などが設立された。1964年にはヤンゴン外国語大学、少数民族を対象とした教員養成機関であるザガイン民族統一発展大学が設立された。また1979年からはすべて大学で政治学が必修科目とされた。
この時代は度重な閉鎖により、大学の教育環境が悪化した時代でもあった。また1982年の国籍法改正に先行する形で、1980年に定められた「大学入学申請者はミャンマー国籍を有してなければならない」とする教育省規則により、市民権を持たないインド系、中国系住民は大学進学の道を閉ざされ、仮に進学できても、医学・工学の専門大学への入学は禁止された。

#### 私立学校
『ビルマ式社会主義への道』の下、私立学校もすべて国有化されたが、語学やコンピューターなど一部の科目を提供する塾のような私立学校は認められた他、国軍幹部や富裕層の子弟が通う私立学校の存在は黙認された。ただし正式な学校ではないので、国内の大学へは進学できず、シンガポール、マレーシア、アメリカ、オーストラリア、ニュージーランドなどの海外の大学へ留学した

#### 教員養成機関
教員志望者は大学卒業後、いきなり小学校の教壇に立つことになり、その後、教員訓練学校（TTS）で1年間、小学校教員訓練課程を受けなければならなくなった。そして同課程を修了した後、3年間の教員経験を積めば中学校教員に昇進でき、今度はそこで教員訓練カレッジ（TTC）で1年間、中学校教員訓練課程を受けなければならず、さらに高校教員になりたければ、新設された教育大学（IOE）で高校教員訓練課程を修了しなければならないとされた。つまり教員は、小学校教員→中学校教員→高校教員というふうにキャリアを積むことになり、これは現在も継続中である。ただ実際は大卒者が少なかったため、高卒でも教員として採用されるケースも多く、無資格教員も多かった。

### SLORC/SPDC時代

#### 教育のアップデート

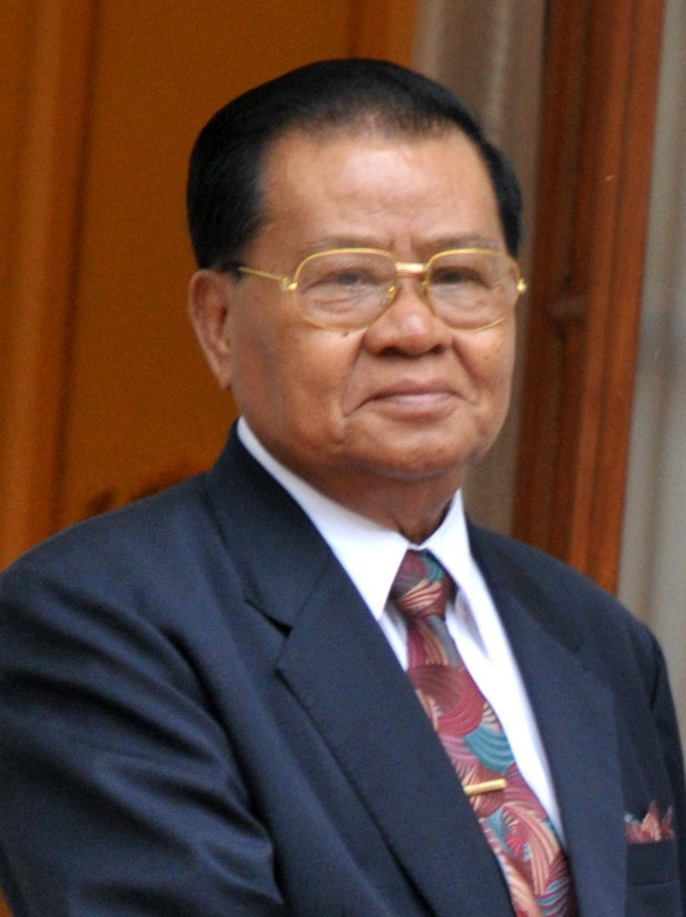
タンシュエ

1988年9月、8888民主化運動による混乱を機に、国軍はクーデターを起こし、憲法も議会も停止して、国軍幹部19人からなる国家秩序回復評議会（SLORC）が設置され、ソウマウンが議長の座に就き、1992年にはタンシュエに交代した。1998年にはSLORCは国家平和発展評議会（SPDC）に改組した。この時代は（1）連邦分裂阻止（2）諸民族分裂阻止（3）国家主権堅持という3つの国家的大義が掲げられ、これに合わせて教育分野でも、国民の学力向上、技術向上、グローバル化が図られた。

#### 基礎教育
この時期、小学校の就学率は約40%で、その4分の3が中退し、中学校を卒業するのは小学校入学児童の約2%という基礎教育崩壊状態にあった。原因は教員、学校施設の不足、生徒が授業料を負担できない、教育への無関心、長引く内戦などであった。ただし僧院学校が代替の教育機関の役割を果たし、最低限の読み書き計算は習得していた。これに対してSLORC/SPDCは、学校を増設して対応。さらに小学校ではミャンマー語と、地理・歴史、道徳公民、ライフスキルを含む社会科に多くの時間が割かれた。社会科では「愛国精神」「国家主義精神」「品行方正と従順」が、歴史の教科書ではビルマ族の支配民族としての正統性が強調された。1999年には国家への忠誠心、遵法精神、道徳心などを説く遵法精神という科目も追加された。その一方、国際協力機構（JICA）の協力の下、日本でも導入された総合学習が小学校で導入され、また暗記暗唱学習から生徒主体で学習を進めていく児童中心型アプローチへの転換が図られた（ただ浸透しているとは言い難い）。

#### 高等教育
大学に関しては、1994年にヤンゴン大学に、1998年にマンダレー大学と経済大学に博士課程が開設されるという新しい動きはあったものの、反政府運動の拠点としての大学の弱体化が図られた時期であった。1990年代を通して大学は断続的に閉鎖され、学生の集会を認めなず、教官が学生の動向を当局に報告する義務を負うなど学生の管理強化も進み、さらに1年または1年半で卒業できる措置が取られたため、学生の学力低下と大学の機能・信用低下が進んだ。また1988年の時点で20校しかなかった大学が、2009年には156校に大幅に増加し、現在ではすべての地方域・州に総合大学、教育養成学校、工科大学、コンピューター大学が存在し、医科大学と農業大学を除いては地元の大学に通える環境が整ったが、反面、これは学生をヤンゴンやマンダレーのような都市部に集中させない政策でもあった。同様に相次ぐ大学キャンパスの郊外移転や通信教育を行う遠隔教育大学の拡充も学生の分散化も一環だった。またこの時期、国防医学学校（DSMA）、国防技術学校（DSTA）、国防看護・医療従事者科学研究所（DSINPS）など国軍系の教育機関の新設も相次いだが、これは国軍の人材育成の内製化を意味した。

#### 教員養成機関
TTSとTTCが教員養成学校（EC）に格上げされ、無資格教員の解消が図られた。

### 民政移管後

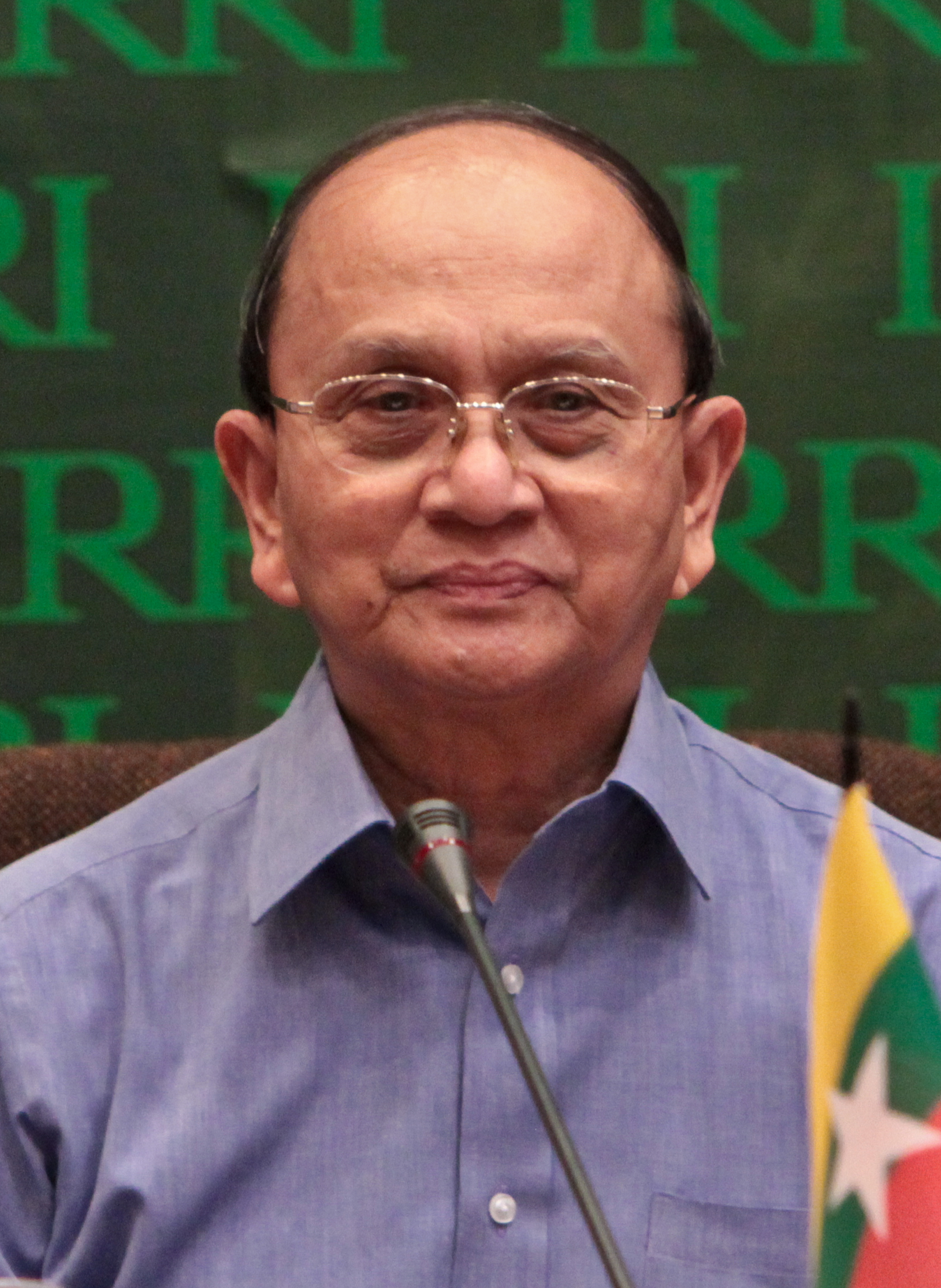
テインセイン

#### 教育の民主化
2011年3月30日、国軍系とはいえ、久しぶりの民主主義的手続きによってテインセイン政権が発足した。2014年、新しい国家教育法（2015年に若干改正）が制定されて大規模な教育改革が行われ、教育省から独立した機関として国家教育政策委員会（NEPC）が設立された。教育省が教育行政を、NEPCが教育政策を担う機関になるとのことである。

#### 基礎教育
学校制度は、従来の幼稚園（1年）、小学校（4年）、中学校（4年）、高校（2年）の11年制から幼稚園 (1年)、小学校（5年）、中学校（4年）、高校（3年）の13年制に変更された。またカリキュラム改定が行われて、この13年間の基礎教育を包括的に捉えるとともに、21世紀型スキルを知的能力、道徳・倫理的能力、社会的能力、経済的能力の5大能力に組みこむというフレームワークが設定された。さらにJICAが作成した思考力、探究力、創造力を養うことを重視した教科書が、2017年からミャンマーの学校に導入されている。

#### 高等教育
また長らく就学期間が短縮されていた大学は、2012年にようやく4年間に戻り、同年、ヤンゴン工科大学とマンダレー工科大学で、2013年、ヤンゴン大学とマンダレー大学で学部生の受け入れを再開した。実に25年ぶりのことであった。2020年にはヤンゴン大学など16の主要大学に大幅な自治権が認められた。

#### 私立学校
2011年には私立学校設立法が制定され、これまで非公式だった私立学校の存在が認められ、セーダン試験を受験して国内の大学へ進学することも認められた。2018年には100%外資の私立学校設立も認められた。

#### 教員養成機関
教員不足に対応するため、臨時教員が大量に雇用され、教員養成学校（EC）を2年制から4年制に変更することが図られている。

## 教育行財政制度
ミャンマーの教育は教育省が担っている。教育省の下には、高等教育局、教育研究計画訓練局、基礎教育局、職業技術教育訓練局、ミャンマー試験局、ミャンマー民族言語局、オルタナティブ教育局、研究革新局、技術振興調整局の9局がある。また既述のとおり、教育省から独立した機関として国家教育政策委員会（NEPC）が設立され、教育省が教育行政を、NEPCが教育政策を担うこととされた。
ミャンマーで長らく続いていた軍政下では、教育は軽視されており、教育予算は国家予算のわずか1.3%に留まっていた。しかし2011年にテインセイン政権が成立して以降、教育改革が進み、教育予算も2012年は前年度の2倍、その後10 - 30%の割合で増加し続けた。ただそれでもなお、GDPに占める教育予算の割合は1 - 2%程度で、ASEAN最低レベルにある。2023年度の教育予算は国家予算の9.5%だった。

## 基礎教育

### 学校制度

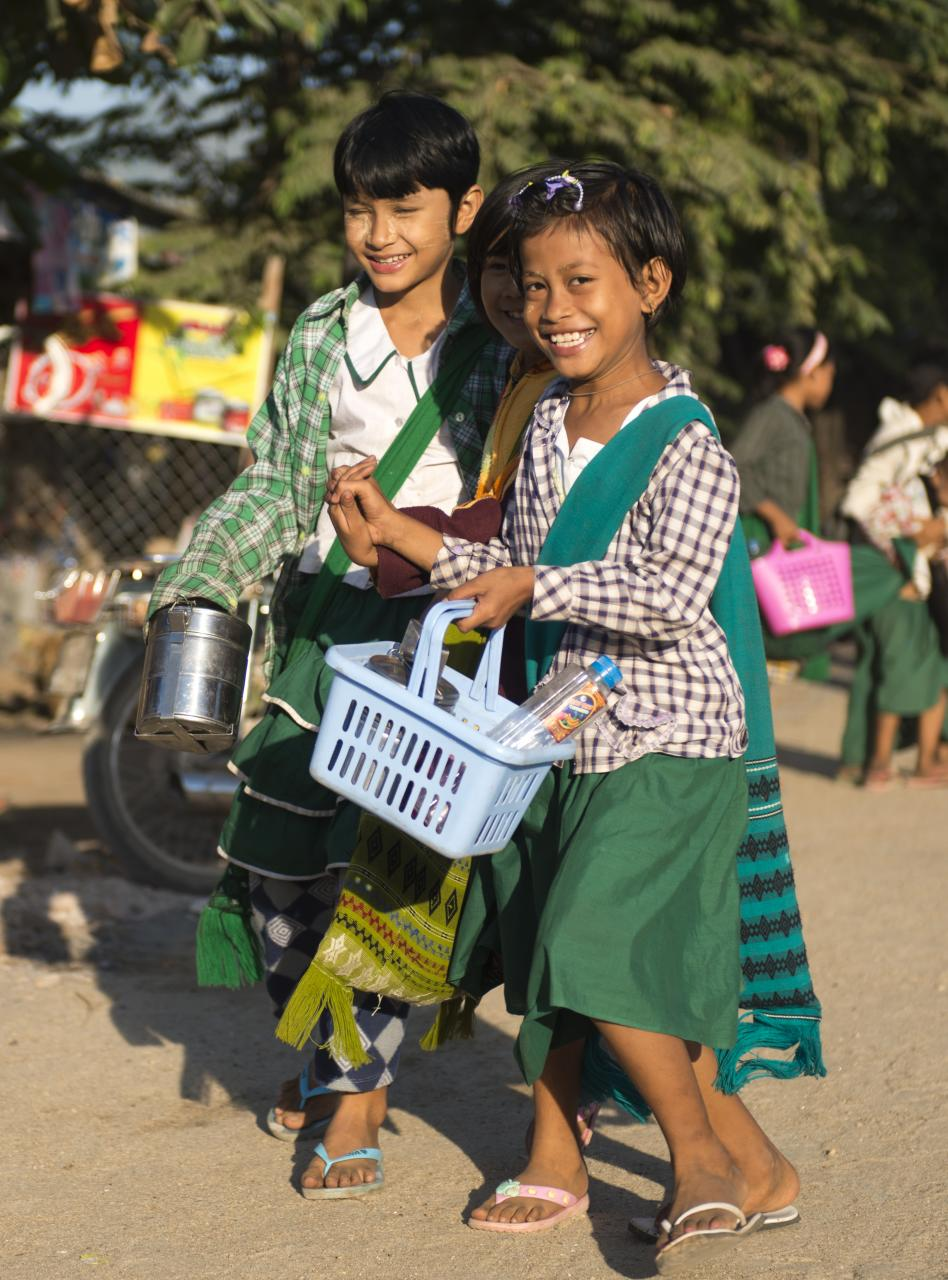
「白と緑」（アピューアセイン）と呼ばれるミャンマーの学校の制服

既述したとおり、2016年から、5歳で幼稚園 (KG)、6歳から10 歳（Grade 1- Grade 5）が小学校課程、11歳から14歳（Grade 6- Grade 9）が中学校課程（前期中等教育過程）、15歳から17歳（Grade 10- Grade 12）が高校課程（後期中等教育過程）となる。ただし経済事情・地域事情から対象年齢が多少前後することはある。2017年の時点では、小学校のみが無償の義務教育で、就学率は、旧制度下の2016年の数字ではあるが、任意の幼稚園は22.9%で、小学校は84.6%、中学校は63.5%、高校は32.1%である。修了率は小学校73.8%、中学校は74.2%、高校は31.0%となっている。なおミャンマーには義務教育はなく、教育費は無償とされているが、実際には入学金、テキスト代、制服代などを徴収している学校もある。
ミャンマーの幼稚園はやや複雑な事情があり、従来、5歳児教育は「初等教育課程」とされ、ミャンマー語や算数を学んでいたが、新制度の下では、「初等教育課程」の前段階とされ、情操教育に力が入れられている。教科書は廃止され、代わりに教育玩具が使用されている。またミャンマーの幼稚園教育は、0歳 - 4歳児を対象とした教育省管轄で小学校に付設されていた「幼稚園」と、社会福祉救済復興省管轄の「保育園」がある。そして5歳児を対象とする「幼稚園」は「Kindergarten（KG）」と呼ばれていたが、実質、初等教育課程だった。しかし、2016年からの新制度の下では、5歳児を対象とする「幼稚園」は、既述のように幼稚園教育の一環とされている。

### 学校の種類
国家教育法には、政府学校（公立学校）、私立学校、地方組織所有の学校、特別学校、臨時緊急避難学校など9種類の学校が挙げられているが、大半が政府学校（公立学校）である。
ただし制度が他の諸外国と異なる。小学校の正式名称は「基礎教育小学校（BEPS）」で、5年間の初等教育過程のみを提供するだけだが、中学校の正式名称は「基礎教育中学校（BEMS）」で、5年間の初等教育過程と4年間の前期中等教育過程を提供する。高校の正式名称は「基礎教育高等学校（BEHS）で、5年間の初等教育過程、4年間の前期中等教育過程、3年間の後期中等教育過程を提供する。1つの郡区（Township）に高校は1 - 2校、中学校は7 - 10校、小学校は10 - 20校ほどあり、高校が名門校の位置づけで、越境入学も多い。各学校には分校があることがあり、また農村部になど中学校が遠隔地にあって通学が困難な生徒のために、5年間の初等教育過程と1 - 2年の前期中等教育過程を提供するポスト小学校というものがある。各学校の比率は、高校が学校全体の6.5%、中学校が8.6%、小学校が69.5%、ポスト小学校が15.4%で、圧倒的に小学校が多い。
また2014年度の時点で、政府学校の数は、小・中・高合計で4万4,404校、生徒の数は844万人であったのに対し、主に富裕層が通うインターナショナル・スクール含む私立学校の数は全部で280校、生徒の数は5万4,251人と、私立学校の数はかなり少ない。また私立学校の教員には何千人もの無資格者がいるという報道もあった。

#### 僧院学校
ミャンマーの僧院学校の歴史は古く、11世紀に遡るとされ、ミャンマー語の「kyaung」は僧院と学校両方の意味がある。ミャンマーの誇る高い識字率も僧院学校が支えてきたと言われ、主に貧困層の子供たちが通う。1962年にすべての学校が国有化されたため非正規の学校となったが、1993年に正規の学校となった。1990年代に政府学校の増設されたが、生徒数の増加に追いつかず、代わりに僧院学校に通う生徒が増加した。現在、僧院学校は教育省ではなく宗教省の管轄下にあり、全国に1500ほどあって、生徒数は約27万人、生徒数の3%ほどを占める。授業料は無料で、学校の運営は寄付で賄われており、教育内容は政府学校と同じである。また政府学校に通う生徒のために、語学などの授業を提供している僧院学校もある。ただ教師は皆ボランティアであり、教育レベルも政府学校に比べて劣っていると言われている。
さらに僧院学校の中には仏教教育・愛国教育に重点を置いたダンマ（Dhamma）・スクールというものがある。教育を担っているのはミャンマー愛国協会（マバタ）やビルマ仏教青年会（YMBA）などの国軍系の僧侶たちで、2021年クーデター以降、拡大しているのだという。

#### コミュニティ学校
ミャンマーの国境沿いの少数民族の人々が住む地域には、自分たちのアイデンティティを保持するために、少数民族武装勢力、教会、民間団体などが運営するコミュニティ学校がある。学校では民族の言葉で授業が行われ、教育省が提供する授業に加えて、またはその代わりに、民族の歴史や文化の授業が行われる。 教育省の管轄外なため、政府の予算措置はなく、主に寄付によって運営されている。また政府からは正規の教育と見なされていないために、コミュニティ学校を卒業しても高等教育機関に進学できなかったり、就職できなかったりという問題が生じている。

#### 宿営地学校
8888民主化運動後、国軍は愛国教育に力を入れた宿営地学校（Cantonment School）という学校を全国に約20校設立した。小学校から高校まであり、校長は陸軍心理局所属の大学院卒の軍人 で、教員は大卒以上の軍人の妻が多く、進歩状況も教育省ではなく陸軍心理局へ報告することになっている 。生徒の80%は軍人家庭。残りは公務員家庭で、生徒の成績はおしなべて優秀なのだという。

### 学校の施設
都市部の学校は鉄筋コンクリート製の建物が多いが、生徒数が多いため午前の部と午後の部の2部制にしたり、1つの教室に100人近く生徒を押しこんでいる学校も多々ある。こうした状況では教師が一方的に授業を行い、生徒はそれを聞いてノートを取るだけで、質問もできず、教師がきめ細かな指導をすることもできないという弊害が生じている。また学校の敷地が狭く、校庭がないことも多い。一方、農村部の学校は敷地も広く、大人数学級はないが、その代わり1つの教室を仕切って2つの授業を行っていることがある。生徒数の変動が激しいので、大教室を用意したほうが効率が良いことが理由である。教師の数も少なく、複数のクラスを受け持つことも多い。学校には電気も通っておらず、トイレがないところもある。

## 教育内容
ミャンマーの教育内容の特徴には以下のようなものがある。

### 一定の価値観の注入
歴史やミャンマー語などの文系教科では、教科書の内容に「愛国心」や「忠誠」「従順」などの一定の価値観をが含まれており、それを暗記復唱することによって、その価値観を体得することが目的となっている。また理系教科も教科書に記述がある現象とその理由を暗記するだけで、「なぜそうなるのか？」ということを生徒に考えさせない。全体として思考力、探究力、創造力の育成が軽視されている。教師は教員用指導書に完璧に沿って授業を進める。

### 暗記重視
ミャンマーの学校の授業は、教師が教科書の内容を読み上げたものを生徒全員が復唱し、さらに生徒1人1人に暗唱させということを繰り返し、教科書の内容を暗記することに終始している。したがって「覚えること」＝「理解すること」と誤解しており、本当に「理解できる」＝「腑に落ちる」ということを理解していないことが多い。

### 試験重視
ミャンマーの学校では、年7回、学期中は毎月のように試験があり、教師も生徒もその準備に追われ、普段の授業が疎かになっている。また小学校と中学校の最終学年には卒業試験があり、これをパスしなければ卒業できない。小学校も中学校も毎年数パーセントの生徒が落第する。また高校の最終学年には大学入試も兼ねるセーダン試験という全国一斉の国家試験が毎年3月に行われる。試験科目はミャンマー語、英語、数学の必修3教科と物理、化学、生物、歴史、地理、経済、選択ミャンマー語の選択科目から3科目の合計6科目である。このうち1科目でも正答率が40%を切ると不合格となり、翌年再受験となる。合格率は毎年35%程度とかなり低く、成績によって大学、学部を振り分けられる。このように非常に試験が重視されるため、都市部の子供たちは塾に通ったり、家庭教師をつけたりしている。また学校の教員も給料が安いため、副収入を得るために塾を経営していることが多い。試験科目ではない道徳公民、ライフスキル、農業、体育、芸術は軽視される傾向にあり、中にはまったく授業を行わず、試験科目に注力する学校もある。

## 高等教育
ミャンマーの大学はすべて国立大学で私立大学は存在しない。2021年の時点で国立大学の数は174校あり、教育省だけではなく関係8省庁がそれぞれの大学を管轄している。2020年にはネピドーに国立アカデミー（Ney Pyi Dow State Academy）という4年制大学が設立され、将来的にはヤンゴン大学、マンダレー大学に並ぶ国内有数の大学になることが目指されている。
| 管轄省庁             | 教育施設                                                         | 大学数 |
| -------------------- | ---------------------------------------------------------------- | ------ |
| 教育省               | 文理、外国語、経済、教育、遠隔教育、 工科、コンピューター大学 他 | 134    |
| 保健・スポーツ省     | 医科、歯科、薬科、看護大学 他                                    | 16     |
| 国防省               | 国防カレッジ、防衛アカデミー、 防衛医科大学、防衛工科大学 他     | 6      |
| 宗教・文化省         | 国際テーラワーダ仏教宣教大学、 国家教学仏教大学、文化大学        | 5      |
| 天然資源・環境保全省 | 森林大学                                                         | 1      |
| 農業・畜産・灌漑省   | イェズン農業大学、獣医大学、 共同組合大学 他                     | 7      |
| 国境省               | 連邦民族発展大学、 民族青年人材発展ディグリーカレッジ            | 3      |
| 運輸・通信省         | 海事大学、商船大学                                               | 2      |
| 総数                 |                                                                  | 174    |

従来、大学の自治はなく、人事権・予算権は各管轄省庁に属しており、カリキュラムの各管轄省庁の意向に沿って策定されていた。しかし、2014年9月に国家教育法が制定されて将来的な大学の自治・学問の自由の保証が目指された後、2020年9月、教育省はヤンゴン大学、マンダレー大学など管轄下の主要16大学の自治権を認め、これにより各大学は自ら人事を行って、教員や研究者を雇用できるようになり、教員や研究者も仕事を選べるようになった。
既述のように、1990年代、大学が反政府運動の拠点となっていたため、学生の分散化を図って、キャンパスの郊外移転、遠隔教育大学の拡充を進めた。2017年の時点で大学生は約60万人いたが、そのうち約40万人は遠隔教育大学在籍である。しかし遠隔教育大学は中退率が高いという問題を抱えている。
また大学の教育内容が、基礎教育と変わらない暗記・試験偏重とも指摘されており、理論に隔たっているとも言われており、学生は語学やコンピューターなどの専門学校に通うダブルスクールが常態化している。

## 教員養成
現在、教員養成機関としては、教員養成学校（EC）と2016年に設立された教育大学（UOE）がある。前者は全国の主要都市に25校、後者はヤンゴン教育大学とザガイン教育大学の2つである。ECで1年制課程を経れば小学校教員になることができ、2年制課程を経れば、小学校教員として2年間の経験を積んだ後、中学校教員になれる。ECは全寮制で、毎月3万ksの生活費が支給される。一方、UOEで4年間学べば教育学の学士を取得でき、中学校教員として2年間の経験を積んだ後、高校教員になることができる。小学校教員→中学校教員→高校教員というキャリア形成は以前と変わらない。一般にミャンマーでは、教員の社会的地位が低く、給与も安い。そのせいか女性教員の割合が非常に高い。

## 2021年クーデター後
Covid-19のパンデミックにより、ミャンマーの学校は2020年3月にすべて閉鎖されていたが、クーデターが起きると、教師たちが職場を放棄する市民不服従運動（CDM）が巻き起こった。2023年10月の時点で約13万人の教師が職場に復帰しておらず、これに呼応して生徒たちの多くが学校に通わないという事態が起こった。これに対して軍政は教師を補充するなどして対策を取り、2021年6月には学校を再開させたが、CDM以外にも貧困と治安悪化を理由に、2023年の時点で6 - 17歳の28%が学校に通っておらず、生徒の10分の1が学校を中退しているのだという。また教師の人手不足は教師のモラル低下を招いており、生徒に賄賂を要求する教師もいて、払わなければ罵倒され、体罰を受け、成績を下げられ、学校が嫌になってますます中退者が増える負の連鎖に陥っている面もあるのだという。大学教育においては、2023年1月の時点で校で第1学年から博士課程までの登録者22万713人のうち、実際に授業の受講登録した学生は10万9486人と49.6%に留まっている。ミャンマー経済の専門家・工藤年博は「このままでは教育・訓練を受けなかった若者世代が誕生してしまう」とミャンマーの将来を危惧している。

## 補論：ミャンマーの英語教育
既述のとおり、ミャンマーの教育において、英語はその地位を変遷させている。
コンバウン朝時代は、英語話者は東インド会社との間を繋ぐ人材として重用された。英植民地時代に入ると、現地学校、英語・現地学校、英語学校という大きく3種類の学校が設立されたが、ミャンマー人が通う現地学校では英語教育は行われず、学校を卒業しても肉体労働にしか就けなかった。ヤンゴン大学に進学した数少ないミャンマー人エリートも、英語の講義についていけず中退率が非常に高く、結果、英語ができる欧米人との間の格差が拡大した。ミャンマー語は教養のない人間が話す言葉と見なされ、民族主義者の著名な歴史家・マウンティンアウンさえ、その著作は英語で書かなければならなかった。
独立後、中学校課程に英語が導入されたが、ネウィンの時代に社会のビルマ化が進むと、英語は軽視されるようになり、欧米でで教育を受けた人々は解雇されるか降格され、大学は教授言語を英語からミャンマー語に変更するよう命じられた。また外国人や外国企業のほとんどがミャンマーから撤退したことで、コミュニケーションツールとしての英語の価値は低下した。ただし既述のとおり、ネウィンの娘・サンダーウィンがイギリス留学に失敗した後は、英語、数学、物理、化学、生物、経済の教科書が英語とされ、かえって生徒の理解度不足を生んだ。
SLORC/SPDC時代に小学校課程に英語が導入されたが、過度な暗記教育の弊害で、生徒の英語力は低いままだった。大学の博士課程では英語で論文を書かなければならなかったが、多くの学生がミャンマー語で書いた論文を翻訳者に金を払って英訳させていた。また経済が自由化したことにより、国内の外国企業で働く機会や海外留学・就労の機会も増えたが、そこで求める高度な英語を学べる英語学校の授業料は高額であり、結局、富裕層の子弟しかそのような機会を得られず、英植民地時代同様、英語力によって格差が拡大した。
2021年クーデター後、景気の悪化により、国内企業が軒並み経営難に陥り、倒産・廃業が相次ぐ中、外国企業や大使館、国際NGO、国連機関などの仕事は、給与もドル払いで非常に人気が高い。また情勢が悪化する一方のミャンマーから英語圏の国々やシンガポールなど高給が見込める国々への脱出を希望する者が後を絶たないが、いずれも高い英語力が求められ、結局、富裕層だけに限られている。それ以外の者は日本語、韓国語、中国語などを学んでそれらの国々で単純労働に就くしか、ほとんど選択肢がない。